# Resolutie 771 Veiligheidsraad Verenigde Naties
Resolutie 771 van de Veiligheidsraad van de Verenigde Naties werd op 13 augustus 1992 unaniem aangenomen.

## Achtergrond
In 1980 overleed de Joegoslavische leider Tito, die decennialang de bindende kracht was geweest tussen de zes deelstaten van het land. Na zijn dood kende het nationalisme een sterke opmars, en in 1991 verklaarden verschillende deelstaten zich onafhankelijk. Hierdoor ontstond een burgeroorlog met minderheden in de deelstaten die tegen onafhankelijkheid waren en het Volksleger. In 1992 werd de UNPROFOR-macht gestuurd, die onder meer de VN-veilige gebieden moesten beveiligen.

## Inhoud
De Veiligheidsraad:
- bevestigt de resoluties 713, 721, 724, 727, 740, 743, 749, 752, 758, 760, 761, 762, 764, 769 en 770;
- neemt akte van de brief van Bosnië en Herzegovina;
- is gealarmeerd door wijdverbreide schendingen van de internationale wetten waaronder gedwongen uitwijzing en deportatie, opsluiting, mishandeling in detentiecentra, aanvallen op niet-strijders, ziekenhuizen en ziekenwagens, hinderen van de levering van voedsel en geneesmiddelen aan de bevolking en willekeurige verwoesting;
- herinnert aan de verklaring van zijn voorzitter op 4 augustus;

1. bevestigt dat alle partijen gebonden zijn aan de Geneefse Conventies;
2. veroordeelt alle schendingen van de internationale wetten en etnische zuivering in het bijzonder;
3. eist dat alle partijen zich aan de internationale wetten houden;
4. eist verder dat hulporganisaties toegang krijgen tot kampen, gevangenissen en detentiecentra;
5. roept landen en hulporganisaties op om informatie te vergaren over schendingen;
6. vraagt de secretaris-generaal die informatie samen te vatten en tegenmaatregelen voor te stellen;
7. beslist dat alle partijen in voormalig Joegoslavië zich aan deze resolutie moeten houden;
8. besluit om actief op de hoogte te blijven.

## Verwante resoluties
- Resolutie 769 Veiligheidsraad Verenigde Naties
- Resolutie 770 Veiligheidsraad Verenigde Naties
- Resolutie 776 Veiligheidsraad Verenigde Naties
- Resolutie 777 Veiligheidsraad Verenigde Naties

Lijst ·  726 ·  727 ·  728 ·  729 ·  730 ·  731 ·  732 ·  733 ·  734 ·  735 ·  736 ·  737 ·  738 ·  739 ·  740 ·  741 ·  742 ·  743 ·  744 ·  745 ·  746 ·  747 ·  748 ·  749 ·  750 ·  751 ·  752 ·  753 ·  754 ·  755 ·  756 ·  757 ·  758 ·  759 ·  760 ·  761 ·  762 ·  763 ·  764 ·  765 ·  766 ·  767 ·  768 ·  769 ·  770 ·  771 ·  772 ·  773 ·  774 ·  775 ·  776 ·  777 ·  778 ·  779 ·  780 ·  781 ·  782 ·  783 ·  784 ·  785 ·  786 ·  787 ·  788 ·  789 ·  790 ·  791 ·  792 ·  793 ·  794 ·  795 ·  796 ·  797 ·  798 ·  799